# Pan Li
Pan Li (chinesisch 潘莉, Pinyin Pān Lì, * um 1970) ist eine chinesische Badmintonspielerin. 

## Karriere
Pan Li wurde 1992 Asienmeisterin im Damendoppel mit Wu Yuhong, nachdem sie sich im Jahr zuvor noch mit Bronze zufriedengeben mussten. Bei den China Open wurde Pan Li sowohl 1992 als auch 1993 Zweite im Doppel. 1991 nahm sie an den Badminton-Weltmeisterschaften teil und wurde dort Neunte.

## Sportliche Erfolge
| Saison | Veranstaltung      | Disziplin   | Platz | Name                |
| ------ | ------------------ | ----------- | ----- | ------------------- |
| 1988   | Silver Bowl        | Damendoppel | 1     | Lin Ying / Pan Li   |
| 1992   | Asienmeisterschaft | Damendoppel | 1     | Wu Yuhong / Pan Li  |
| 1992   | China Open         | Damendoppel | 2     | Wu Yuhong / Pan Li  |
| 1993   | China Open         | Damendoppel | 2     | Lin Yanfen / Pan Li |

## Referenzen
- Pan Li beim Badminton-Weltverband (englisch; archiviert)

| Personendaten    | Personendaten                  |
| ---------------- | ------------------------------ |
| NAME             | Pan, Li                        |
| ALTERNATIVNAMEN  | 潘莉                           |
| KURZBESCHREIBUNG | chinesische Badmintonspielerin |
| GEBURTSDATUM     | um 1970                        |